# 人間失格
《人間失格》是日本小說家太宰治的中篇小說，與《跑吧！梅樂斯》、《斜陽》并列為太宰治代表作之一。1948年在雜誌《展望》上作為全三回的連載小說發表，同年5月12日完稿。日文中的意為人，即喪失做人的資格。

## 概要
該書在二戰之後由新潮文庫發行，至今已累計超過六百萬本，超過夏目漱石《心》的累計發行數。
《人間失格》一書以某作家為口吻寫成。「我」（即作家）在二戰後於船橋認識酒吧的老闆娘，後來老闆娘把大庭葉藏（主角）寄來的三本筆記簿和三張照片交給故事中的「我」，三本筆記分別為「第一手札」、「第二手札」、「第三手札」（第三手札又分為兩部分）。「我」為其題上了「前言」與「後記」，並將三封手札原封不動地呈現。這三本筆記的作者大庭葉藏寫了自己從青少年到中年，如何在權貴大家庭中生長、與父親的關係、與同學互動、酗酒、沉溺女色、參加「非法」左翼團體、結婚、婚變、外遇、企圖自殺等的諸多負向的生命經歷。主人公稱自己十分懼怕「人類」，只能在其面前冒著被揭穿的風險而終日演戲；曾因注射嗎啡過量被送進醫院，又曾被送進精神病院。
《人間失格》是太宰治透過主角的人生遭遇，巧妙地將自己的一生與思想表達出來。《人間失格》亦可當作是太宰治本人的自傳，主角大庭葉藏就是以太宰治本人為原型。

## 中譯本

### 繁體中文
- 《當代世界小說家讀本－第24冊－太宰治》（斜陽、人間失格）（1987年9月，光復書局，譯者：李永熾）
- 《人間失格》（2001年5月5日，小知堂，譯者：許時嘉，ISBN 9789570405705）
- 《人間失格》（2003年9月29日，亞洲圖書，譯者：李欣欣，ISBN 9789867113610）
- 《人間失格》（2009年4月15日，立村，譯者：許時嘉，ISBN 9789868519800）
- 《人間失格》（2009年6月4日，木馬文化，譯者：高詹燦，ISBN 9789866488207）
- 《人間失格》（2010年7月23日，新雨，譯者：楊偉、蕭雲菁，ISBN 9789577339478）
- 《人間失格》（2013年10月1日，野火文化，ISBN 9789868992009)
- 《人間失格》（2016年8月10日，野人，譯者：吳季倫，ISBN 9789863841500)
- 《人間失格》（2017年12月12日，前景文化，ISBN 9789866536571）
- 《人間失格》（2018年5月8日，漫遊者文化，譯者：劉子倩，ISBN 9789864892662)
- 《人間失格》（2018年11月30日，笛藤，譯者：長安靜美，ISBN 9789577107404)
- 《人間失格》（2019年1月29日，香港中和，譯者：施小煒，ISBN 9789888466566)
- 《人間失格》（2019年1月29日，大牌出版，譯者：陳系美，ISBN 9789867645685)
- 《人間失格》（2019年7月，木馬文化，譯者：高詹燦，ISBN 9789863596769)

### 簡體中文
- 《人間失格》（2009年9月，吉林，譯者：許時嘉，ISBN 9787546302393）
- 《人間失格》（2010年1月，万卷出版，譯者：李欣欣、游绣月 ，ISBN 9787547006078）
- 《人间失格》（2010年11月，云南人民出版社，译者：高詹灿、袁斌，ISBN 978-7-2220-6947-3）
- 《人间失格》（2011年12月，武汉出版社，譯者：烨伊，ISBN 978-7-5430-6408-9）
- 《人间失格》（2013年4月，湖南文艺出版社，译者：颜月，ISBN 978-7-5404-6125-6）
- 《人间失格：太宰治文学精选集》（2013年4月，天津人民出版社，译者：高詹灿、袁斌，ISBN 978-7-2010-7970-7）
- 《人間失格》（2013年8月，陕西师范大学，譯者：陆求实，ISBN 9787561366097）
- 《人間失格》（2015年8月，作家出版社，譯者：杨伟 ，ISBN 9787506380263）
- 《人間失格》（2016年1月1日，浙江文艺，譯者：李建云 ，ISBN 9787533943370）
- 《人間失格》（2018年4月1日，江苏凤凰文艺，譯者：陆求实 ，ISBN 9787539999166）

## 改編

### 電影
由荒戶源次郎導演的《人間失格》電影化決定於太宰治誕辰100年的2009年（平成21年）5月公開，電影於2009年（平成21年）7月進入殺青階段，於2010年（平成22年）2月20日在日本全国各大電影院首映。

#### 演員
- 大庭葉藏：生田斗真
- 大庭葉藏（少年時代）：岡山智樹
- 堀木正雄：伊勢谷友介
- 常子：寺岛忍
- 良子（よしこ）：石原聰美
- 武田静子：小池榮子
- 礼子：坂井真紀
- 寿：室井滋
- 平目・澀田：石橋蓮司
- 井伏鱒二：緒形幹太（日语：緒形幹太）
- 中原中也：森田剛
- 堀木之父：麿赤兒
- 堀木之母：繪澤萠子（日语：絵沢萠子）
- 律子：大楠道代
- 鐵：三田佳子

### 動畫電影
由木崎文智導演的《HUMAN LOST 人間失格》動畫電影化決定於太宰治誕辰110年的2019年（令和元年）公開，於2019年（令和元年）11月29日在日本全国各大電影院上映。

#### 聲優
- 大庭葉蔵 - 宮野真守[3]
- 柊美子 - 花澤香菜[4]
- 堀木正雄 - 櫻井孝宏[5]
- 竹一 - 福山潤[6]
- マダム - 澤城美雪[7]
- 恒子 - 千菅春香[7]

### 電視動畫
2009年（平成21年）10月10日，「青色文學系列」第1作《人間失格》開始於日本電視台放送。

### 廣播劇
2009年（平成21年）5月4日，櫻井翔主演的於J-WAVE播送。猪瀬直樹VS櫻井翔的特別對談亦於同時放播送。

### 漫畫
以《人間失格》為原作的漫畫作品：
- 《人間失格》 - 作画：比古地朔彌（日语：比古地朔弥）
- 《人間失格（日语：人間失格 (漫画)）》 - 作画：古屋兔丸，於にて連載。
台灣由東立出版，單行本共3集。中国大陆由中信出版社出版预定。
01 ISBN 978-986-105-831-3；02 ISBN 978-986-105-832-0；03 ISBN 978-986-108-183-0
- 《人間失格 壊（日语：人間失格 壊）》 - 作画：，於《チャンピオンRED》連載
- 《人間失格》作画：伊藤潤二
- 《人間失格》作画：Variety Artworks，木馬文化出版，譯者 高詹燦

## 受其影響的作品
- 《文學少女系列》第1作《文學少女(01) 渴望死亡的小丑》以《人間失格》為題材。
- 《果然我的青春戀愛喜劇搞錯了。》小說版10卷以《人間失格》以及同一作者太宰治之另一部作品《跑吧！梅樂斯》作為主角前進的契機。
- 《人間·失格～假如我死的話（日语：人間・失格～たとえばぼくが死んだら）》：因使用人間失格這個標題而被作者後代抗議。其内容與本作品沒有關係。
- 《絕望先生》：主人公糸色望的性格設定是對本作主人公（或作者太宰治）的漫畫化。
- 押入れP所製，鏡音鈴、連所演唱的《人間失格》。
- 《文豪Stray Dogs》中的人物——太宰治的異能力即為人間失格。
- 《月色真美》
- 《異世界失格》：主人公的原型即為太宰治本人。

## 外部連結
- 『人間失格』：新字新仮名 - 青空文庫（日語）